# جیمز عبوت
جیمز عبوت (انگلیسی: James Abbott؛ 1892 – تاریخ ورودی نامعتبر است) بازیکن فوتبال اهل بریتانیا بود. وی در باشگاه فوتبال منچستر سیتی در لیگ فوتبال بازی می‌کرد. وی در پتریکرافت، انگلستان به‌دنیا آمد.